# Hugo Prinsen Geerligs
Hugo Prinsen Geerligs nasceu a 16 de Dezembro de 1973, em Oss, Holanda. 
Em 1989 foi convidado por Hans Rutten, René Rutten e Bart Smits a juntar-se à banda The Gathering (banda) como baixista. Em 2004 abandonou a banda.